# Jaderná elektrárna Kubokawa
Jaderná elektrárna Kubokawa (japonsky 窪川原子力発電所, Kubokawa genširjoku hacudenšo) byla plánovaná jaderná elektrárna v Japonsku. Měla se nacházet poblíž města Kubokawa, okres Takaoka v prefektuře Kóči. Elektrárnu měla vlastnit a provozovat společnost Shikoku Electric Power Company. Kvůli silnému odporu tamního obyvatelstva byly plány na výstavbu jaderné elektrárny v roce 1988 zrušeny.

## Historie a technické informace
Od roku 1974 plánovala společnost Shikoku Electric Power Company postavit svou druhou jadernou elektrárnu poblíž města Saga v prefektuře Kóči. V roce 1975 kvůli opozičnímu hnutí byl plán přesunut o zhruba 2,5 km k městu Kubokawa. Ve volbách starosty v roce 1979, ve kterých byla hlavním tématem otázka umístění jaderné elektrárny, byl starostou zvolen Fudžito Susumu, který byl proti této lokalitě. V červenci 1980 Fudžito Susumu změnil svůj postoj a oznámil svůj záměr přilákat výstavbu jaderné elektrárny. V březnu 1981 byl starosta odvolán, patrně kvůli jeho předešlému rozhodnutí a souhlasem s jadernou elektrárnou. Později ale ve volbách 1982 byl zvolen zpět do funkce s tím, že vytvoří referendum o výstavbě jaderné elektrárny.
V dubnu 1986 došlo k havárii v Černobylu, což mělo za následek zesílení odporu vůči plánované stavbě. V prosinci téhož roku rybářské družstvo Okicu neumožnila provést průzkum lokality, kde měla elektrárna stát. V lednu 1988 starosta města oznámil, že se elektrárny vzdal kvůli odporu obyvatelstva. I přes to byl ve volbách 1988 zvolen opoziční starosta. Nová městská rada v červnu 1988 jednomyslně prohlásila projekt výstavby jaderné elektrárny za zrušený.